# Kriget i nordvästra Pakistan
Kriget i nordvästra Pakistan är en pågående väpnad konflikt mellan Pakistan och ena sidan och ett antal radikala muslimska grupperingar å den andra, däribland Tehreek-e-Taliban (TTP), Jundallah, Lashkar-e-Islam (LeI), TNSM, al-Qaida och deras centralasiatiska allierade. De väpnade konflikterna inleddes 2004 och avslutades 2017. 

## Striderna bryter ut
De första striderna utbröt i mars 2004 efter det att utländska mujaheddingrupper lyckats fly från Tora Bora-bergen i östra Afghanistan.